# Есат Муслиу
Есат Муслиу (на албански: Esat Musliu) е албанска режисьор, сценарист и филмов продуцент.

## Биография
Роден е на 22 април 1946 година в голобърденското българо-торбешко село Стеблево, Албания. От 1961 година до 1965 година учи скулптура в Художествения лицей „Йордан Мися“ в Тирана. От 1965 до 1967 година работи като художник в художественото предприятие „Мигени“ в Тирана, а след това от 1967 до 1969 година работи като журналист в списание „Хостени“. В 1969 година започва бакалавърското си образование във Висшия художествен институт (днес Академия за изящни изкуствата) и след завършването си в 1973 година започва работа в киностудиото „Нова Албания“ като режисьор. През 1976 - 1977 година завършва магистратура по филмова режисура. През 1990 година специализира режисура в Италия.
Муслиу е автор на някои от най-известните албански игрални филми, както и на над 200 документални. Отначало работи като асистент с известни режисьори като Димитри Анагности, Пиро Милкани, Гъзим Еребара. Първият филм, в който работи като асистент, е „Следи от войната“ от 1974 година. В 1975 година режиси ра „Момиче с гъски“ - първият куклен филм. В 1977 година прави режисьорски дебют, като първо си сътрудничи с режисьора Кютим Чашку във филма „Те бяха четирима“, а след това работи през 1978 година с режисьоар Есат Ибро върху игралния филм „Сърца, които никога не остаряват“. В 1979 година работи върху документални филми и продуцира „Малки майстори на гимнастиката“, филма „Звезда на тринадесетте“ „По пътищата на 2010 г.“, филми, донесли нова иновативна концепция на документалния филм. Заедно с режисьора Виктор Гика прави „Часово време“, документален филм, посветен на 80-годишнината на Албанската партия на труда. Първият му филм като режисьор е „Пътят към свободата“ през 1981 година. Следват „Първата нощ на свободата“ от 1982 г. и „Сенките, оставени отзад“, който в 1984 г. е отличен с наградата „Александър Моисиу“ като най-добър филм, а в 1985 г. получава трета награда за режисура на 7-ия албански филмов фестивал. В 1985 г. снима в Австрия документалния филм „Ние не забравяме“, посветен на албанските жертви в концентрационния лагер „Матаузен“, който побеждава на Албанския фестивал на документалния филм в 1986 г. Следват „Кръгът на паметта“ от 1987 г., „Годините на чакане“ от 1989 г., който получава трета награда за режисура и за сценарий на IX фестивал на албанския филм през 1991 г., филмът „Нощ“ от 1996 г.
През 1990-те години Есат Муслиу режисира много документални филми, с които участва в много световни филмови фестивали. „Изчезналите“ е отличен с наградата на Международната федерация на телевизионните архиви във Вашингтон в 1995 г. С документалния филм „Homos Balcanicus - Преспанско езеро“ участва в XIV международен филмов фестивал с археологическа тематика, проведен от 6 до 11 април 2003 г. в Роверето, Италия, където получава наградата „Паоло Орси“ (ex aequo). На следващата година на този фестивал получава специална награда за филма с археологическата тема „Където извира пяната“ за гробниците в Селце. От 2000 до 2003 г. работи като режисьор в частната телевизия „Визия плюс“, където режисира над 148 документални филма. Цикълът му „Тунел“, излъчен по тази телевизия, постига успех сред публиката. От 2004 до 2009 г. работи като в Националния център за кинематография. През 2008 - 2010 г., когато се пенсионира, преподава филмова и телевизионна режисура в Художествената академия.
Работи с актьори като Сюлейман Питарка, Тимо Флоко, Мариета Ларя, Агим Кириаки, Маргарета Джепа, Луиза Джувани, Раймонда Булку, Джевдет Фери, Васиан Ламе. Сътрудничи си и с писателя и сценарист Роланд Гьозай. Муслиу е и директор на Форума за защита на аудиовизуалните авторски права.